# 10 cm K 14
Il 10 cm Kanone M. 14, abbreviato in K 14, era un cannone campale pesante in calibro 100 mm impiegato dall'Esercito imperiale tedesco e dall'Esercito bulgaro, entrato in servizio nel 1915.

## Storia
Il K 14 fu progettato dalla Krupp come rimpiazzo per il 10 cm K 04, del quale può essere considerata una versione pesantemente modernizzata e modificata per poter ingaggiare anche gli aeroplani. Nonostante queste modifiche il pezzo fu un completo fallimento nel ruolo antiaereo. Tuttavia le prestazioni erano notevolmente incrementate, con la gittata che dai 10,2 km del K 04 salivano a 13,1 km (con la Granade 14Hb), rendendolo superiore a qualsiasi arma pari calibro alleata. Il K 14 entrò in produzione all'inizio della prima guerra mondiale ed il primo pezzo fu consegnato in maggio 1915. Alla fine della guerra furono consegnati 724 pezzi, compresi i cannoni per l'Esercito bulgaro.

## Tecnica
Le maggiori modifiche introdotte nel K 14 rispetto al predecessore, pensate per il tiro antiaereo, riguardavano il settore di elevazione aumentato di 15°; la piattaforma di tiro che consentiva un rapido brandeggio su 360°; un complesso sistema idropneumatico a rinculo variabile, ottimizzato per minimizzare le interferenze del rinculo agli alti angoli di tiro; un doppio sistema di mira per incrementare la precisione contro i bersagli aerei.
La canna era lunga 35 calibri, con due ordini di cerchiatura, dotata di otturatore semiautomatico a cuneo orizzontale. La culla a lisce era incavalcata su un affusto scudato con ruote in legno cerchiate d'acciaio e con coda unica munita di vomero.
Il peso di soli 2.820 kg consentivano il traino animale con tre pariglie di cavalli in un unico carico, arretrando la canna sulla culla. I cannoni di due batterie per l'Esercito bulgaro furono ricostruiti per poter essere trasportati disassemblati in due carichi separati ed essere impiegati come artiglieria da montagna.